# 이민재 (야구 선수)
이민재(李敏宰, 1988년 2월 25일 ~ )는 전 KBO리그 LG 트윈스의 외야수였다. 현재는 독립 야구단인 파주 챌린저스에 입단해서 활동하고 있다.

## 한국 프로야구 시절

### LG 트윈스시절
2011년에 입단하였다. 2016년 시즌 후 방출되었다.

## 출신학교
- 서울효제초등학교
- 건국대학교 사범대학 부속중학교
- 경동고등학교
- 홍익대학교